# Aad van der Vlist
Aad van der Vlist (Schiedam, 25 augustus 1957) is een voormalig Nederlands voetballer. Hij stond in het Nederlandse betaalde voetbal onder contract bij SVV.
Hij is afkomstig uit de jeugdopleiding van SVV. Hij debuteerde op 19 april 1976 in het eerste elftal. Hij kwam als invaller in het veld in de uitwedstrijd tegen SC Amersfoort.
Vanaf het seizoen 1976/77 was hij enkele jaren een vaste waarde in de hoofdmacht van SVV. Medio 1983 kon hij het met de club niet eens worden over een nieuw contract.
Van der Vlist stopte als profvoetballer en vertrok naar de amateurs van 's-Gravenzande SV. Hij bouwde zijn voetballoopbaan af bij zaterdagclub Zwaluwen in Vlaardingen.

## Wedstrijdstatistieken
| Seizoen | Club   | Competitie     | wed. | goals |
| ------- | ------ | -------------- | ---- | ----- |
| 1975/76 | SVV    | Eerste divisie | 4    | 0     |
| 1976/77 | SVV    | Eerste divisie | 25   | 0     |
| 1977/78 | SVV    | Eerste divisie | 32   | 1     |
| 1978/79 | SVV    | Eerste divisie | 34   | 5     |
| 1979/80 | SVV    | Eerste divisie | 17   | 1     |
| 1980/81 | SVV    | Eerste divisie | 9    | 0     |
| 1981/82 | SVV    | Eerste divisie | 15   | 2     |
| 1982/83 | SVV    | Eerste divisie | 28   | 3     |
| Totaal  | Totaal | Totaal         | 164  | 12    |